# Hodowla zwierząt
Hodowla zwierząt – działalność związana z utrzymaniem i reprodukcją zwierząt.
Zgodnie z ustawą o organizacji hodowli i rozrodzie zwierząt gospodarskich (Dz.U. z 2021 r. poz. 36) w Polsce zespół zabiegów zmierzających do poprawienia założeń dziedzicznych (genotypu) zwierząt gospodarskich, w zakres których wchodzi ocena wartości użytkowej i hodowlanej zwierząt gospodarskich, selekcja i dobór osobników do kojarzenia prowadzony w warunkach prawidłowego chowu.

## Metody hodowli
- kojarzenie w pokrewieństwie (chów wsobny, hodowla wsobna, kojarzenie krewniacze, hodowla inbredowa) – kojarzenie zwierząt spokrewnionych (ang. inbreeding)
  - hodowla liniowa (ang. line breeding) – termin określający kojarzenie w silnym (np. półrodzeństwo), ale nie ścisłym (np. syn x matka, ojciec x córka) pokrewieństwie
- krzyżowanie (ang. outcross) – hodowla bez pokrewieństwa